# Bundesregierung Seipel I
Die Bundesregierung Seipel I (31. Mai 1922 – 16. April 1923) folgte, am 31. Mai 1922 vom Nationalrat gewählt, der Bundesregierung Schober II nach. 
Bei 159 abgegebenen Stimmen wurde die christlichsozial-großdeutsche Regierung mit 101 Ja-Stimmen gegen 58 Nein-Stimmen der Sozialdemokraten gewählt. Das Kabinett Schober II hatten die Großdeutschen aus Protest gegen die Außenpolitik Schobers nicht mitgewählt und nur toleriert; nun bildeten sie eine Koalition mit den Christlichsozialen. Deren Obmann seit 1921 und Vordenker Ignaz Seipel, katholischer Prälat, übernahm selbst das Amt des Bundeskanzlers.
Nach Regierungsumbildung folgte die Bundesregierung Seipel II.
| Amt | Amtsinhaber       | Partei |
| --- | ----------------- | ------ |
| Bundeskanzler | Ignaz Seipel      | CSP    |
| Vizekanzler, mit der Leitung des Bundesministeriums für Inneres und Unterricht betraut (Unterricht und Kultus: siehe unten) | Felix Frank       | GDVP   |
| Bundesministerium für Äußeres                                                                                               | Alfred Grünberger |        |
| Finanzen | August Ségur      | CSP    |
| Land- und Forstwirtschaft, mit der Leitung des Bundesministeriums für Volksernährung betraut                                | Rudolf Buchinger  | CSP    |
| Heereswesen | Carl Vaugoin      | CSP    |
| Handel und Gewerbe, Industrie und Bauten                                                                                    | Emil Kraft        | GDVP   |
| Justiz | Leopold Waber     | GDVP   |
| Verkehrswesen | Franz Odehnal     | CSP    |
| soziale Verwaltung | Richard Schmitz   | CSP    |
| betraut mit Unterricht und Kultus im Bundesministerium für Inneres und Unterricht                                           | Emil Schneider    | CSP    |